# Automatisk nummerpladegenkendelse
 Denne artikel omhandler overvejende eller alene danske forhold. Hjælp gerne med at gøre artiklen mere almen.
Automatisk nummerpladegenkendelse (ANPG) er et system, der kan bruges til at registrere tilstedeværelsen af køretøjer et bestemt sted, på baggrund af en aflæsning af køretøjets nummerplade. 
Systemet bruges primært til at sammenholde tilstedeværelsen af et køretøj med en registrering af samme køretøj i databaser, der eksempelvis registrerer stjålne biler eller biler der ikke har været til syn. Et andet indsatsområde er at registrere alle køretøjer i et bestemt område i et afgrænset tidsrum, typisk i forbindelse med forhøjet indbrudsaktivitet i samme område. Der er to metoder, der bruges i forbindelse med systemet. Den ene er ved at have kameraer fast installeret på strategiske steder, ofte større indfaldsveje, den anden ved at man har kameraer installeret i politikøretøjer.
Systemet bruges i mange lande verden over, herunder i Danmark.

## Danmark
I Danmark benyttes systemet både civilt og offentligt. Politiet i Danmark registrerer alle køretøjer der passerer et ANPG-kamera og opdeles i to forskellige kategorier betegnet som "hits" og "no-hits". Et "hit" er et køretøj der er oprettet i de databaser som nummerpladen bliver sammenlignet med mens et "no-hit" ikke er kendt i politiets databaser. Politiet gemmer data på no-hits fra stationære kameraer i op til 30 dage når det sker i forbindelse med en målrettet indsats i et afgrænset område. Registrering af no-hits fra politiets mobile enheder bliver gemt i maksimalt 24 timer med mindre der er tale om en helt ekstraordinær situation hvorefter rigspolitichefen kan forlænge denne tidsfrist.
Politiet benytter ANPG til at finde følgende køretøjer:
- Usynede køretøjer
- Køretøjer uden lovpligtig forsikring
- Afmeldte køretøjer
- Efterlyste køretøjer
- Køretøjer der er tilknyttet personer uden føreret
- Køretøjer med falske nummerplader
- Stjålne køretøjer
- Køretøjer tilknyttet forbrydelser der kan straffes med fængsel i mindst halvandet år
- Køretøjer der er oprettet i Schengeninformationssystemet
- Lastvogne, som ikke overholder bestemmelserne for køre- og hviletid (ved at sammenholde billederne med oplysninger fra tachografen).

Politiet råder over et antal ANPG-kameraer der er fastmonterede ved de danske grænser og ved trafikale knudepunkter samt mobile kameraer installeret på et antal af politiets køretøjer.
Datatilsynet har udtrykt betænkelighed ved hvorvidt den lange lagringstid på no-hits kan være i strid med persondatalovgivningen.
Derudover benyttes ANPG-kameraer til at foretage betaling for passage af storebæltsforbindelsen fra april 2018 for køretøjer der har registreret sin nummerplade hos Sund & Bælt.